# Syukuro Manabe
Syukuro "Suki" Manabe  (真鍋 淑郎 Manabe Shukurō, født 21. september 1931) er en amerikansk meteorolog og klimatolog, der blev uddannet i Japan. Han har været en pionér inden for brugen af computere til at simulere global opvarmning og klimaændringer. 
Han modtog nobelprisen i fysik i 2021 sammen med Klaus Hasselmann og Giorgio Parisi for deres banebrydende bidrag til teorien for komplekse systemer, og særligt "for opdagelsen af samspillet mellem uorden og fluktuationer i fysiske systemer fra atomar til planetar skala."

## Udvalgte publikationer
- Manabe, Syukuro; Smagorinsky, Joseph; Strickler, Robert F. (1965). "Simulated climatology of a general circulation model with a hydrologic cycle". Monthly Weather Review. American Meteorological Society. 93 (12): 769-798. Bibcode:1965MWRv...93..769M. doi:10.1175/1520-0493(1965)093<0769:scoagc>2.3.co;2. ISSN 0027-0644.
- Manabe, Syukuro; Wetherald, Richard T. (1967). "Thermal Equilibrium of the Atmosphere with a Given Distribution of Relative Humidity". Journal of the Atmospheric Sciences. American Meteorological Society. 24 (3): 241-259. Bibcode:1967JAtS...24..241M. doi:10.1175/1520-0469(1967)024<0241:teotaw>2.0.co;2. ISSN 0022-4928.
- Manabe, Syukuro; Bryan, Kirk (1969). "Climate Calculations with a Combined Ocean-Atmosphere Model". Journal of the Atmospheric Sciences. American Meteorological Society. 26 (4): 786-789. Bibcode:1969JAtS...26..786M. doi:10.1175/1520-0469(1969)026<0786:ccwaco>2.0.co;2. ISSN 0022-4928.
- Manabe, Syukuro; Wetherald, Richard T. (1975). "The Effects of Doubling the CO2Concentration on the climate of a General Circulation Model". Journal of the Atmospheric Sciences. American Meteorological Society. 32 (1): 3-15. Bibcode:1975JAtS...32....3M. doi:10.1175/1520-0469(1975)032<0003:teodtc>2.0.co;2. ISSN 0022-4928.
- Stouffer, R. J.; Manabe, S.; Bryan, K. (1989). "Interhemispheric asymmetry in climate response to a gradual increase of atmospheric CO2". Nature. Springer. 342 (6250): 660-662. Bibcode:1989Natur.342..660S. doi:10.1038/342660a0. ISSN 0028-0836. S2CID 4251851.
- Manabe, S.; Stouffer, R. J.; Spelman, M. J.; Bryan, K. (1991). "Transient Responses of a Coupled Ocean–Atmosphere Model to Gradual Changes of Atmospheric CO2. Part I. Annual Mean Response". Journal of Climate. American Meteorological Society. 4 (8): 785-818. Bibcode:1991JCli....4..785M. doi:10.1175/1520-0442(1991)004<0785:troaco>2.0.co;2. ISSN 0894-8755.
- Manabe, S.; Spelman, M. J.; Stouffer, R. J. (1992). "Transient Responses of a Coupled Ocean-Atmosphere Model to Gradual Changes of Atmospheric CO2. Part II: Seasonal Response". Journal of Climate. American Meteorological Society. 5 (2): 105-126. Bibcode:1992JCli....5..105M. doi:10.1175/1520-0442(1992)005<0105:troaco>2.0.co;2. ISSN 0894-8755.
- Manabe, Syukuro; Stouffer, Ronald J. (1995). "Simulation of abrupt climate change induced by freshwater input to the North Atlantic Ocean". Nature. Springer. 378 (6553): 165-167. Bibcode:1995Natur.378..165M. doi:10.1038/378165a0. ISSN 0028-0836. S2CID 4302999.
- Manabe, Syukuro; Stouffer, Ronald J (2000). "Study of abrupt climate change by a coupled ocean–atmosphere model" (PDF). Quaternary Science Reviews. Elsevier BV. 19 (1-5): 285-299. Bibcode:2000QSRv...19..285M. doi:10.1016/s0277-3791(99)00066-9. ISSN 0277-3791.
- Manabe, Syukuro; Broccoli, Anthony J. (2020). Beyond global warming : how numerical models revealed the secrets of climate change. Princeton: Princeton University Press. ISBN 978-0-691-05886-3.